# Omorgus lugubris
Omorgus lugubris är en skalbaggsart som beskrevs av Haaf 1954. Omorgus lugubris ingår i släktet Omorgus och familjen knotbaggar. Inga underarter finns listade i Catalogue of Life.